# Анновка (Балтачевский район)
Анновка (баш. Анновка) — деревня в Балтачевском районе Башкортостана, относится к Нижнекарышевскому сельсовету.

## География
На р. Красная колхозом  «Россия» выстроено водохранилище (V — 548 тыс. м³, S — 0,09км²).

### Географическое положение
Расстояние до:
- районного центра (Старобалтачёво): 20 км,
- центра сельсовета (Верхнекарышево): 1 км,
- ближайшей ж/д станции (Куеда): 90 км.

## Население
| 2002 | 2009 | 2010 |
| ---- | ---- | ---- |
| 112  | ↘96  | ↘71  |

Согласно переписи 2002 года, преобладающие национальности — башкиры (50 %), татары (35 %).